# Dominique Monami
Dominique Monami (née le 31 mai 1973 à Verviers) est une joueuse de tennis belge, la meilleure de son pays dans les années 1990 avec Sabine Appelmans. Elle est également connue sous le nom de Dominique Van Roost, patronyme de son ancien mari, qu'elle épousa 1995 et de qui elle divorça en 2003. Elle s'est remariée en 2006 à Erik Vink.
En Grand Chelem, elle a réalisé ses performances les plus significatives à l'Open d'Australie où elle s'est hissée à deux reprises en quarts de finale (1997 et 1999).
En 2000, son ultime saison sur le circuit WTA, elle a décroché la médaille de bronze en double dames aux Jeux olympiques de Sydney aux côtés d'Els Callens.
Au cours de sa carrière, Dominique Monami a remporté huit titres, dont quatre en simple.
Elle a été élue sportive belge de l'année en 1998.
De 2016 à 2018, elle coach l'équipe de Belgique de Fed Cup.
Depuis octobre 2021 Monami est vice-présidente du COIB.

## Palmarès

### Titres en simple dames
| No | Date       | Nom et lieu du tournoi              | Catégorie | Dotation  | Surface      | Finaliste         | Score         |          |
| -- | ---------- | ----------------------------------- | --------- | --------- | ------------ | ----------------- | ------------- | -------- |
| 1  | 13/05/1996 | Rover Championships, Cardiff        | Tier IV   | 107 500 $ | Terre (ext.) | Laurence Courtois | 6-4, 6-2      | Parcours |
| 2  | 06/01/1997 | ANZ Tasmanian International, Hobart | Tier IV   | 107 500 $ | Dur (ext.)   | Marianne Werdel   | 6-3, 6-3      | Parcours |
| 3  | 22/09/1997 | Wismilak International, Surabaya    | Tier IV   | 155 340 $ | Dur (ext.)   | Lenka Němečková   | 6-1, 6-3      | Parcours |
| 4  | 05/01/1998 | ASB Bank Classic, Auckland          | Tier IV   | 107 500 $ | Dur (ext.)   | Silvia Farina     | 4-6, 7-6, 7-5 | Parcours |

### Finales en simple dames
| No | Date       | Nom et lieu du tournoi                  | Catégorie | Dotation  | Surface         | Vainqueure        | Score         |          |
| -- | ---------- | --------------------------------------- | --------- | --------- | --------------- | ----------------- | ------------- | -------- |
| 1  | 11/10/1993 | Open Languedoc-Roussillon, Montpellier  | Tier IV   | 100 000 $ | Moquette (int.) | Elena Likhovtseva | 6-3, 6-4      | Parcours |
| 2  | 30/10/1995 | Challenge Bell, Québec                  | Tier III  | 161 250 $ | Moquette (int.) | Brenda Schultz    | 7-6, 6-2      | Parcours |
| 3  | 20/10/1997 | Challenge Bell, Québec                  | Tier III  | 164 250 $ | Moquette (int.) | Brenda Schultz    | 6-4, 6-7, 7-5 | Parcours |
| 4  | 17/11/1997 | Volvo Women’s Open, Pattaya             | Tier IV   | 107 500 $ | Dur (ext.)      | Henrieta Nagyová  | 7-5, 6-7, 7-5 | Parcours |
| 5  | 12/01/1998 | ANZ Tasmanian International, Hobart     | Tier IV   | 107 500 $ | Dur (ext.)      | Patty Schnyder    | 6-3, 6-2      | Parcours |
| 6  | 09/02/1998 | Open Gaz de France, Paris               | Tier II   | 450 000 $ | Moquette (int.) | Mary Pierce       | 6-3, 7-5      | Parcours |
| 7  | 23/02/1998 | Generali Ladies Tennis Grand Prix, Linz | Tier II   | 450 000 $ | Moquette (int.) | Jana Novotná      | 6-1, 7-6      | Parcours |
| 8  | 18/05/1998 | Open Paginas Amarillas, Madrid          | Tier III  | 164 250 $ | Terre (ext.)    | Patty Schnyder    | 3-6, 6-4, 6-0 | Parcours |
| 9  | 04/01/1999 | ASB Bank Classic, Auckland              | Tier IVb  | 112 500 $ | Dur (ext.)      | Julie Halard      | 6-4, 6-1      | Parcours |
| 10 | 20/09/1999 | SEAT Open, Luxembourg                   | Tier III  | 180 000 $ | Moquette (int.) | Kim Clijsters     | 6-2, 6-2      | Parcours |
| 11 | 19/06/2000 | Direct Line Championships, Eastbourne   | Tier II   | 535 000 $ | Gazon (ext.)    | Julie Halard      | 7-64, 6-4     | Parcours |
| 12 | 17/07/2000 | Sanex Trophy, Knokke-Heist              | Tier IVb  | 110 000 $ | Terre (ext.)    | Anna Smashnova    | 6-2, 7-5      | Parcours |

### Titres en double dames
| No | Date       | Nom et lieu du tournoi         | Catégorie | Dotation  | Surface      | Partenaire       | Finalistes                        | Score         |          |
| -- | ---------- | ------------------------------ | --------- | --------- | ------------ | ---------------- | --------------------------------- | ------------- | -------- |
| 1  | 12/07/1993 | Citroen Cup Kitzbühel          | Tier III  | 150 000 $ | Terre (ext.) | Li Fang          | Maja Murić Pavlina Rajzlova       | 6-2, 6-1      | Parcours |
| 2  | 30/12/1996 | ASB Bank Classic Auckland      | Tier IV   | 107 500 $ | Dur (ext.)   | Janette Husárová | Aleksandra Olsza Elena Pampoulova | 6-2, 6-7, 6-3 | Parcours |
| 3  | 18/05/1998 | Open Paginas Amarillas Madrid  | Tier III  | 164 250 $ | Terre (ext.) | Florencia Labat  | Rachel McQuillan Nicole Pratt     | 6-3, 6-1      | Parcours |
| 4  | 07/08/2000 | estyle.com Classic Los Angeles | Tier II   | 535 000 $ | Dur (ext.)   | Els Callens      | Kimberly Po Anne-Gaëlle Sidot     | 6-2, 7-5      | Parcours |

### Finales en double dames
| No | Date       | Nom et lieu du tournoi                | Catégorie | Dotation  | Surface         | Vainqueures                      | Partenaire       | Score         |          |
| -- | ---------- | ------------------------------------- | --------- | --------- | --------------- | -------------------------------- | ---------------- | ------------- | -------- |
| 1  | 03/05/1993 | Belgian Open Liège                    | Tier IV   | 100 000 $ | Terre (ext.)    | Radka Bobková Maria Jose Gaidano | Ann Devries      | 6-4, 2-6, 7-6 | Parcours |
| 2  | 11/10/1993 | Open Languedoc-Roussillon Montpellier | Tier IV   | 100 000 $ | Moquette (int.) | Meredith McGrath Claudia Porwik  | Janette Husárová | 3-6, 6-2, 7-6 | Parcours |
| 3  | 21/10/1996 | SEAT Open Luxembourg                  | Tier III  | 164 250 $ | Moquette (int.) | Kristie Boogert Nathalie Tauziat | Barbara Rittner  | 2-6, 6-4, 6-2 | Parcours |
| 4  | 06/01/1997 | ANZ Tasmanian International Hobart    | Tier IV   | 107 500 $ | Dur (ext.)      | Naoko Kijimuta Nana Miyagi       | Barbara Rittner  | 6-3, 6-1      | Parcours |
| 5  | 17/11/1997 | Volvo Women’s Open Pattaya            | Tier IV   | 107 500 $ | Dur (ext.)      | Kristine Radford Corina Morariu  | Florencia Labat  | 6-3, 6-4      | Parcours |

## Parcours en Grand Chelem

### En simple dames
| Année | Open d'Australie | Open d'Australie     | Internationaux de France | Internationaux de France | Wimbledon       | Wimbledon            | US Open         | US Open           |
| ----- | ---------------- | -------------------- | ------------------------ | ------------------------ | --------------- | -------------------- | --------------- | ----------------- |
| 1991  | -                | -                    | -                        | -                        | -               | -                    | 3e tour (1/16)  | Jana Novotná      |
| 1992  | 4e tour (1/8)    | Amy Frazier          | 1er tour (1/64)          | Louise Allen             | 1er tour (1/64) | Jana Novotná         | 2e tour (1/32)  | Katerina Maleeva  |
| 1993  | 2e tour (1/32)   | Katerina Maleeva     | 1er tour (1/64)          | Florencia Labat          | 1er tour (1/64) | Elena Bryukhovets    | 2e tour (1/32)  | Karina Habšudová  |
| 1994  | 1er tour (1/64)  | Mana Endo            | 1er tour (1/64)          | Iva Majoli               | 3e tour (1/16)  | Jana Novotná         | 1er tour (1/64) | Karina Habšudová  |
| 1995  | -                | -                    | 2e tour (1/32)           | Florencia Labat          | 2e tour (1/32)  | Nancy Feber          | 2e tour (1/32)  | Sandrine Testud   |
| 1996  | 1er tour (1/64)  | Katarína Studeníková | 1er tour (1/64)          | Natasha Zvereva          | 3e tour (1/16)  | Katarína Studeníková | 1er tour (1/64) | Mariaan de Swardt |
| 1997  | 1/4 de finale    | M.J. Fernández       | 3e tour (1/16)           | Arantxa Sánchez          | 1er tour (1/64) | Mary Pierce          | 1er tour (1/64) | Patty Schnyder    |
| 1998  | 3e tour (1/16)   | Yayuk Basuki         | 3e tour (1/16)           | Serena Williams          | 4e tour (1/8)   | Arantxa Sánchez      | 3e tour (1/16)  | Kimberly Po       |
| 1999  | 1/4 de finale    | Amélie Mauresmo      | 1er tour (1/64)          | Barbara Schwartz         | 4e tour (1/8)   | Nathalie Tauziat     | 3e tour (1/16)  | M.J. Fernández    |
| 2000  | 2e tour (1/32)   | Jennifer Capriati    | 2e tour (1/32)           | Marta Marrero            | 1er tour (1/64) | Jennifer Capriati    | 2e tour (1/32)  | Lilia Osterloh    |

À droite du résultat, l’ultime adversaire.

### En double dames
| Année | Open d'Australie             | Open d'Australie           | Internationaux de France     | Internationaux de France   | Wimbledon                    | Wimbledon                  | US Open                      | US Open                   |
| ----- | ---------------------------- | -------------------------- | ---------------------------- | -------------------------- | ---------------------------- | -------------------------- | ---------------------------- | ------------------------- |
| 1993  | -                            | -                          | -                            | -                          | -                            | -                          | 1er tour (1/32) Maja Zivec   | M. Oremans A. Strnadová   |
| 1994  | 1er tour (1/32) Li Fang      | Pam Shriver E. Smylie      | 1er tour (1/32) I. Demongeot | Lori McNeil Rennae Stubbs  | 1er tour (1/32) Petra Ritter | Silvia Farina G. Helgeson  | 1er tour (1/32) I. Demongeot | E. Maniokova Leila Meskhi |
| 1995  | 1er tour (1/32) A. Fusai     | Jana Novotná A. Sánchez    | 1er tour (1/32) Liezel Huber | Nanne Dahlman K. Kschwendt | 1er tour (1/32) Liezel Huber | M. Hingis R. Zrubáková     | 1er tour (1/32) Liezel Huber | M. Hingis Iva Majoli      |
| 1996  | 1er tour (1/32) Maja Murić   | L. Davenport MJ Fernández  | 1er tour (1/32) Nancy Feber  | Julie Halard N. Tauziat    | 1er tour (1/32) Nancy Feber  | Lori McNeil N. Tauziat     | 1er tour (1/32) J. Husárová  | G. Fernández N. Zvereva   |
| 1997  | -                            | -                          | 1er tour (1/32) B. Rittner   | R. Dragomir Iva Majoli     | 2e tour (1/16) B. Rittner    | Katrina Adams Lori McNeil  | 1er tour (1/32) B. Rittner   | A. Dechaume S. Testud     |
| 1998  | 2e tour (1/16) Laura Golarsa | K. Guse R. McQuillan       | 2e tour (1/16) F. Labat      | Yayuk Basuki Caroline Vis  | 3e tour (1/8) F. Labat       | L. Davenport N. Zvereva    | 2e tour (1/16) F. Labat      | Julie Halard R. McQuillan |
| 1999  | 1/4 de finale F. Labat       | Lisa Raymond Rennae Stubbs | 3e tour (1/8) F. Labat       | A. Fusai N. Tauziat        | 3e tour (1/8) F. Labat       | Nicole Arendt M. Bollegraf | 2e tour (1/16) F. Labat      | Jana Novotná N. Zvereva   |
| 2000  | 1/4 de finale Els Callens    | A. Kournikova B. Schett    | 2e tour (1/16) Els Callens   | Anke Huber B. Schett       | 3e tour (1/8) Els Callens    | Lisa Raymond Rennae Stubbs | 1/2 finale Els Callens       | Julie Halard Ai Sugiyama  |

Sous le résultat, la partenaire ; à droite, l’ultime équipe adverse.

### En double mixte
| Année | Open d'Australie | Open d'Australie | Internationaux de France     | Internationaux de France  | Wimbledon                    | Wimbledon                   | US Open                    | US Open              |
| ----- | ---------------- | ---------------- | ---------------------------- | ------------------------- | ---------------------------- | --------------------------- | -------------------------- | -------------------- |
| 1994  | -                | -                | -                            | -                         | 3e tour (1/8) J. Garat       | F. Labat Maurice Ruah       | -                          | -                    |
| 1995  | -                | -                | -                            | -                         | 2e tour (1/16) L. Lavalle    | G. Fernández Cyril Suk      | -                          | -                    |
| 1997  | -                | -                | -                            | -                         | 1er tour (1/32) Byron Talbot | Laura Golarsa G. Raoux      | -                          | -                    |
| 1998  | -                | -                | -                            | -                         | 2e tour (1/16) Tom Vanhoudt  | R. McQuillan D. Macpherson  | 1er tour (1/16) David Rikl | K. Guse A. Kratzmann |
| 1999  | -                | -                | 2e tour (1/16) Tom Vanhoudt  | Lisa Raymond Leander Paes | 1er tour (1/32) Tom Vanhoudt | Erika de Lone Mark Merklein | -                          | -                    |
| 2000  | -                | -                | 1er tour (1/32) Tom Vanhoudt | C. Barclay Paul Haarhuis  | 3e tour (1/8) Tom Vanhoudt   | Kimberly Po D. Johnson      | -                          | -                    |

Sous le résultat, le partenaire ; à droite, l’ultime équipe adverse.

## Parcours aux Masters

### En simple dames
| # | Date       | Nom de l'édition             | ($)       | Surface         | Résultat      | Ultime adversaire | Score    |          |
| - | ---------- | ---------------------------- | --------- | --------------- | ------------- | ----------------- | -------- | -------- |
| 1 | 16/11/1998 | Chase Championships New York | 2 000 000 | Moquette (int.) | 1/4 de finale | Irina Spîrlea     | 6-2, 6-3 | Parcours |
| 2 | 15/11/1999 | Chase Championships New York | 2 000 000 | Moquette (int.) | 1/4 de finale | Nathalie Tauziat  | 6-3, 6-2 | Parcours |

### En double dames
| # | Date       | Nom de l'édition             | ($)       | Surface         | Résultat   | Partenaire  | Ultimes adversaires           | Score    |          |
| - | ---------- | ---------------------------- | --------- | --------------- | ---------- | ----------- | ----------------------------- | -------- | -------- |
| 1 | 13/11/2000 | Chase Championships New York | 2 000 000 | Moquette (int.) | 1/2 finale | Els Callens | Nicole Arendt Manon Bollegraf | 7-5, 6-3 | Parcours |

## Parcours aux Jeux olympiques

### En simple dames
| # | Date       | Nom de l'olympiade           | Surface    | Résultat        | Ultime adversaire | Score    |          |
| - | ---------- | ---------------------------- | ---------- | --------------- | ----------------- | -------- | -------- |
| 1 | 23/07/1996 | Olympic Tennis Event Atlanta | Dur (ext.) | 1er tour (1/32) | Arantxa Sánchez   | 6-1, 7-5 | Parcours |
| 2 | 19/09/2000 | Olympic Tennis Event Sydney  | Dur (ext.) | 1/4 de finale   | Monica Seles      | 6-0, 6-2 | Parcours |

### En double dames
| # | Date       | Nom de l'olympiade          | Surface    | Résultat | Partenaire  | Ultimes adversaires                  | Score         |          |
| - | ---------- | --------------------------- | ---------- | -------- | ----------- | ------------------------------------ | ------------- | -------- |
| 1 | 19/09/2000 | Olympic Tennis Event Sydney | Dur (ext.) | Bronze   | Els Callens | Olga Barabanschikova Natasha Zvereva | 4-6, 6-4, 6-1 | Parcours |

## Parcours en Coupe de la Fédération
| #                                                                       | Date       | Lieu         | Surface         | Gagnante(s)                       | Perdante(s)                           | Score          |          |
|                                                                         |            |              |                 |                                   |                                       |                |          |
| 1991 - 1er tour (groupe mondial) - Espagne - Belgique - 2 : 0           |            |              |                 |                                   |                                       |                |          |
| 1                                                                       | 23/07/1991 | Nottingham   |                 | Conchita Martínez                 | Dominique Monami                      | 6-3, 6-1       | Parcours |
|                                                                         |            |              |                 |                                   |                                       |                |          |
| 1992 - 1er tour (groupe mondial) - Belgique - Espagne - 1 : 2           |            |              |                 |                                   |                                       |                |          |
| 2                                                                       | 14/07/1992 | Francfort    | Terre (ext.)    | Conchita Martínez                 | Dominique Monami                      | 6-1, 6-4       | Parcours |
| 2                                                                       | 14/07/1992 | Francfort    | Terre (ext.)    | Dominique Monami Sandra Wasserman | Noelia Perez-Penate Arantxa Sánchez   | 7-5, 6-4       | Parcours |
|                                                                         |            |              |                 |                                   |                                       |                |          |
| 1992 - Barrage (groupe mondial I) - Afrique du Sud - Belgique - 2 : 1   |            |              |                 |                                   |                                       |                |          |
| 3                                                                       | 16/07/1992 | Francfort    | Terre (ext.)    | Elna Reinach                      | Dominique Monami                      | 6-3, 6-1       | Parcours |
|                                                                         |            |              |                 |                                   |                                       |                |          |
| 1993 - 1er tour (groupe mondial) - Lettonie - Belgique - 2 : 1          |            |              |                 |                                   |                                       |                |          |
| 4                                                                       | 20/07/1993 | Francfort    | Terre (ext.)    | Dominique Monami                  | Larisa Neiland                        | 6-1, 5-7, 6-1  | Parcours |
| 4                                                                       | 20/07/1993 | Francfort    | Terre (ext.)    | Agnese Blumberga Larisa Neiland   | Laurence Courtois Dominique Monami    | 4-6, 6-4, 9-7  | Parcours |
|                                                                         |            |              |                 |                                   |                                       |                |          |
| 1993 - Barrage (groupe mondial I) - Belgique - Croatie - 1 : 2          |            |              |                 |                                   |                                       |                |          |
| 5                                                                       | 22/07/1993 | Francfort    | Terre (ext.)    | Dominique Monami                  | Nadin Ercegovic                       | 6-1, 6-2       | Parcours |
| 5                                                                       | 22/07/1993 | Francfort    | Terre (ext.)    | Nadin Ercegovic Maja Murić        | Laurence Courtois Dominique Monami    | 4-6, 6-3, 6-2  | Parcours |
|                                                                         |            |              |                 |                                   |                                       |                |          |
| 1994 - 1er tour (groupe mondial) - Belgique - Suède - 1 : 2             |            |              |                 |                                   |                                       |                |          |
| 6                                                                       | 18/07/1994 | Francfort    | Terre (ext.)    | Maria Strandlund                  | Dominique Monami                      | 6-4, 6-2       | Parcours |
| 6                                                                       | 18/07/1994 | Francfort    | Terre (ext.)    | Maria Lindström Maria Strandlund  | Sabine Appelmans Dominique Monami     | 4-6, 6-1, 6-3  | Parcours |
|                                                                         |            |              |                 |                                   |                                       |                |          |
| 1996 - 1/4 de finale (groupe mondial II) - Indonésie - Belgique - 0 : 5 |            |              |                 |                                   |                                       |                |          |
| 7                                                                       | 27/04/1996 | Jakarta      | Dur (ext.)      | Dominique Monami                  | Yayuk Basuki                          | 6-4, 5-7, 7-5  | Parcours |
| 7                                                                       | 27/04/1996 | Jakarta      | Dur (ext.)      | Dominique Monami                  | Romana Tedjakusuma                    | 6-2, 6-0       | Parcours |
|                                                                         |            |              |                 |                                   |                                       |                |          |
| 1996 - Barrage (groupe mondial I) - Afrique du Sud - Belgique - 1 : 4   |            |              |                 |                                   |                                       |                |          |
| 8                                                                       | 13/07/1996 | Bloemfontein | Dur (ext.)      | Dominique Monami                  | Amanda Coetzer                        | 6-2, 6-3       | Parcours |
| 8                                                                       | 13/07/1996 | Bloemfontein | Dur (ext.)      | Mariaan de Swardt                 | Dominique Monami                      | 7-5, 6-3       | Parcours |
|                                                                         |            |              |                 |                                   |                                       |                |          |
| 1997 - 1/2 finale (groupe mondial) - France - Belgique - 3 : 2          |            |              |                 |                                   |                                       |                |          |
| 9                                                                       | 12/07/1997 | Nice         | Terre (ext.)    | Dominique Monami                  | Sandrine Testud                       | 4-6, 7-5, 6-4  | Parcours |
| 9                                                                       | 12/07/1997 | Nice         | Terre (ext.)    | Dominique Monami                  | Alexandra Fusai                       | 6-3, 6-3       | Parcours |
| 9                                                                       | 12/07/1997 | Nice         | Terre (ext.)    | Alexandra Fusai Nathalie Tauziat  | Els Callens Dominique Monami          | 3-6, 6-2, 7-5  | Parcours |
|                                                                         |            |              |                 |                                   |                                       |                |          |
| 1998 - 1/4 de finale (groupe mondial) - Belgique - France - 2 : 3       |            |              |                 |                                   |                                       |                |          |
| 10                                                                      | 18/04/1998 | Gand         | Dur (int.)      | Dominique Monami                  | Sarah Pitkowski                       | 4-6, 6-4, 6-2  | Parcours |
| 10                                                                      | 18/04/1998 | Gand         | Dur (int.)      | Dominique Monami                  | Sandrine Testud                       | 7-5, 7-67      | Parcours |
|                                                                         |            |              |                 |                                   |                                       |                |          |
| 1998 - Barrage (groupe mondial I) - Slovaquie - Belgique - 4 : 1        |            |              |                 |                                   |                                       |                |          |
| 11                                                                      | 25/07/1998 | Bratislava   | Terre (ext.)    | Karina Habšudová                  | Dominique Monami                      | 6-2, 6-3       | Parcours |
| 11                                                                      | 25/07/1998 | Bratislava   | Terre (ext.)    | Henrieta Nagyová                  | Dominique Monami                      | 6-4, 6-3       | Parcours |
| 11                                                                      | 25/07/1998 | Bratislava   | Terre (ext.)    | Els Callens Dominique Monami      | Janette Husárová Katarína Studeníková | 7-5, 6-1       | Parcours |
|                                                                         |            |              |                 |                                   |                                       |                |          |
| 1999 - 1/4 de finale (groupe mondial II) - Pays-Bas - Belgique - 0 : 5  |            |              |                 |                                   |                                       |                |          |
| 12                                                                      | 17/04/1999 | Bois-le-Duc  | Moquette (int.) | Dominique Monami                  | Amanda Hopmans                        | 6-1, 6-74, 7-5 | Parcours |
|                                                                         |            |              |                 |                                   |                                       |                |          |
| 2000 - 1/2 finale (groupe mondial) - États-Unis - Belgique - 2 : 1      |            |              |                 |                                   |                                       |                |          |
| 13                                                                      | 22/11/2000 | Las Vegas    | Moquette (int.) | Els Callens Dominique Monami      | Jennifer Capriati Lisa Raymond        | 6-3, 7-5       | Parcours |

## Classements WTA en fin de saison

### En simple
| Année | 1989 | 1990 | 1991 | 1992 | 1993 | 1994 | 1995 | 1996 | 1997 | 1998 | 1999 | 2000 |
| Rang  | 714  | 210  | 129  | 100  | 59   | 133  | 43   | 46   | 18   | 12   | 14   | 24   |

Source : (en) « Classements de Dominique Monami », sur le site officiel du WTA Tour

### En double
| Année | 1989 | 1990 | 1991 | 1992 | 1993 | 1994 | 1995 | 1996 | 1997 | 1998 | 1999 | 2000 |
| Rang  | -    | 548  | 402  | 340  | 59   | 111  | 68   | 119  | 61   | 32   | 42   | 21   |

Source : (en) « Classements de Dominique Monami », sur le site officiel du WTA Tour